# Matthäus Risch
Matthäus Risch (* 7. November 1831 in Chur; † 25. November 1908 ebenda) war ein Schweizer Landwirt und Politiker.

## Leben

### Familie
Matthäus Risch war der Sohn von Jakob Risch († 29. Juni 1885), Oberzunftmeister und Bürgermeister von Chur, und dessen Ehefrau Ursula (geb. Ganzoni).
Er war Betty (geb. Blattmann), verwitwete Müller, aus Zug, verheiratet.

### Werdegang
Nach dem Besuch der Bündner Kantonsschule in Chur besuchte Matthäus Risch verschiedene landwirtschaftliche Schulen in der Ostschweiz und war anschliessend als Landwirt und Viehzüchter und in der Zeit von 1862 bis 1877 als Churer Polizeidirektor tätig.
1883 wurde er als Kommandeur des 31. Landwehr-Infanterieregiments in Chur auf eigenen Wunsch im Dienstgrad Oberstleutnant aus der Wehrpflicht entlassen.

### Politisches Wirken
Matthäus Risch engagierte sich überwiegend als Kommunalpolitiker und galt als linksbürgerlicher Politiker, der die Interessen der Landwirtschaft und der Arbeiterschaft vertrat. Er forderte als Jungdemokrat die Reform der Bündner Regierung und den Ausbau der Volksrechte. Sein sozialpolitischer Kurs sicherte ihm die Unterstützung der Konservativen und der Sozialisten gegen den Freisinn.
Er war von 1879 bis zu seinem Tod im Kleinen Stadtrat und von 1896 bis 1908 Präsident des Churer Bürgerrats.
Von 1876 bis 1885 sowie von 1889 bis 1893 war er Bündner Grossrat und von 1890 bis 1902 Nationalrat.

## Ehrungen und Auszeichnungen
Matthäus Risch erhielt 1891 während der internationalen landwirtschaftlichen Ausstellung in Wien eine Medaille für seinen landwirtschaftlichen Betrieb.

## Mitgliedschaften
Matthäus Risch war Mitglied im vaterländisch orientierten Arbeiterverein Grütliverein.
Eine Mitgliedschaft bestand ebenfalls im 1863 gegründeten Schweizerischen Alpwirtschaftlichen Verein (heute Schweizerischer Alpwirtschaftlicher Verband); dort war er seit 1889 Mitglied des Komitees. Er gehörte, gemeinsam mit Friedrich Gottlieb Stebler, Carl Schroeter und Friedrich Merz (1858–1919), zu denjenigen Kräften, die sich 1889 dafür einsetzten, dass Anton Strüby (1849–1923) anstelle von Fritz Rödiger Redaktor der Schweizerischen Alpwirtschaftlichen Monatsblätter wurde.